# Meine Cousine Rachel (Roman)
Meine Cousine Rachel ist ein Roman der britischen Schriftstellerin Daphne du Maurier.

## Entstehungsgeschichte
Der Roman wurde 1951 erstveröffentlicht. Für die Namen der Hauptfiguren soll Daphne du Maurier ein Besuch von Antony House inspiriert haben. Dort fiel ihr ein Porträt aus dem 17. Jahrhundert auf, das Rachel Carew zeigt, die mit dem Politiker und Landadligen Ambrose Manaton verheiratet war.

## Inhalt
Philip Ashley lebt in Cornwall bei seinem älteren Cousin Ambrose, den er schätzt und verehrt. Ambrose hatte den frühverwaisten Philip nach dem Tod der Eltern bei sich aufgenommen und wie ein eigenes Kind aufgezogen. Philip wächst in einem männerdominierten Haushalt auf, in dem es, abgesehen von einem Kindermädchen in seiner frühen Kindheit, keine weiblichen Personen gibt. Die einzige Freundin, die er hat, ist die etwa gleichaltrige Tochter seines Paten und – gemäß Testament Ambrose Ashleys – Vormunds Nick Kendall.
Als Philip 24 Jahre alt ist, bricht Ambrose, der das feuchte englische Klima schlecht verträgt, wieder einmal zu einer längeren Reise ans Mittelmeer auf, um sein Rheuma auszukurieren. Er schreibt Philip regelmäßig Briefe. Eines Tages lernt er eine entfernte Verwandte kennen, Cousine Rachel, die nach dem Tod ihres italienischen Mannes ein repräsentatives Anwesen in Fiesole bewohnt. Er verliebt sich in die schöne junge Frau, heiratet sie und berichtet in seinen Briefen zunächst begeistert von ihrem gemeinsamen Leben. Die Briefe werden jedoch allmählich spärlicher und der Ton ändert sich. Ambrose schreibt, dass er sich nicht wohl fühlt, klagt über Kopfschmerzen, beklagt sich über die ständige Kontrolle durch seine Frau, ihre Verschwendungssucht, und deutet schließlich an, dass sie ihn vergiften wolle. Philip ist höchst beunruhigt, bricht nach Italien auf und muss erfahren, dass Ambrose gestorben und schon bestattet ist. Das Haus ist leergeräumt, auch Ambroses Kleider und Bücher wurden entfernt und von Ambroses Ehefrau fehlt jede Spur. Auch Rachels Anwalt, ein zwielichtiger Italiener, dem Philip von Anfang an misstraut, weiß angeblich nichts von ihrem Verbleib.
Philip kehrt nach Cornwall zurück. Er erfährt, dass nach Totenschein Ambrose an einem Hirntumor gestorben ist und dass Ambrose sein Testament, in dem Philip als Erbe eingesetzt ist, nicht verändert hat: Philip erbt Landsitz und Vermögen. Zurück in London, erhält er eines Tages die Nachricht, dass Rachel in Plymouth angekommen ist, und trotz der Verdächtigungen und der Vorurteile gegen sie, lädt er sie zunächst auf ein paar Tage in sein Haus ein. Binnen kurzem hat sie die Zuneigung der Dienerschaft, der Nachbarn und Pächter erobert, und Philipp verliebt sich, ohne das so recht zu merken, Hals über Kopf in die Frau. Sein Vormund und dessen Tochter, die Spielkameradin seiner Kindheit, beobachten mit Misstrauen, wie sich die Geschichte entwickelt. Da Rachel mittellos ist, setzt Philipp ihr ein großzügig ausgestattetes Konto aus, das Rachel innerhalb kürzester Zeit massiv überzogen hat.

## Ausgaben
- My Cousin Rachel. London: Gollancz 1951. Rund 22 Neuauflagen
- Meine Cousine Rachel. Aus dem Engl. von N. O. Scarpi. Stuttgart: Scherz 1952.

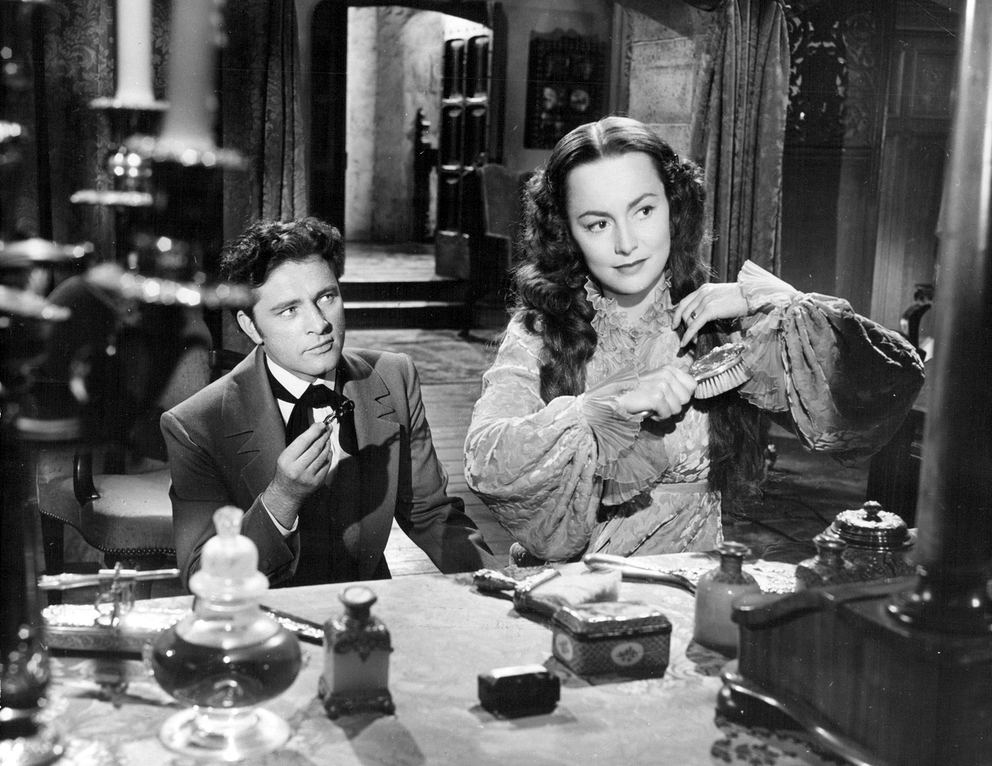
Richard Burton und Olivia de Havilland, 1952

- Meine Cousine Rachel. Aus dem Engl. neu übersetzt von Christel Dormagen und Brigitte Heinrich. Frankfurt a. M.: Suhrkamp 2017. (Suhrkamp Taschenbuch. 4497.) ISBN 978-3-458-36197-8

## Verfilmungen
- 1952 erschien Henry Kosters Meine Cousine Rachel mit Richard Burton und Olivia de Havilland in den Hauptrollen.
- 1983 strahlte die BBC eine vierteilige Mini-Serie mit Christopher Guard und Geraldine Chaplin in den Titelrollen aus.
- Im Juni 2017 erschien Roger Michells Meine Cousine Rachel mit Rachel Weisz, Sam Claflin und Iain Glen.

## Kritik
Julie Myerson nennt in ihrer Buchkritik anlässlich der jüngsten Verfilmung des Romans das Buch „ein eng gestricktes, verwickeltes, unstrittig wildes Stück Literatur“.